# تحفيز العصب المبهم
تحفيز العصب المبهم هو العلاج الطبي الذي ينطوي على تطبيق نبضات كهربائية على العصب الحائر. يتم استخدامه كعلاج مساعد لأنواع معينة من الصرع المستعصية، والإكتئاب المقاوم للعلاج.

## الاستخدامات الطبية
تجرى البحوث لتحديد فائدة العصب المبهم في علاج الأمراض، لأن العصب المبهم مرتبط بالعديد من الوظائف المختلفة، ومناطق الدماغ. بما في ذلك:
- اضطرابات القلق المختلفة.
- مرض الزهايمر
- الصداع النصفي [1]
- البدانة.[2]
- طنين الأذن [3]

- ألم عضلي ليفي.[4]
- إدمان الحكول.[5]
- الرجفان الأذيني.[6][7]
- التوحد.[8]
- الشره المرضى العصبي.[9]
- قصور القلب المزمن .
- انهيار المعوية الظهارية الحاجز
- خلل الأجهزة الناجم عن الحروق.[10]
- الفواق المعقدة المستعصية.[11]
- اضطرابات الشخصية المرضية.[12]
- قصور القلب المزمن.[10]
- أمراض الشرايين التاجية[13]
- متلازمة درافيت [14]
- الإغماء المفاجئ [15]
- ضربة الشمس [16]
- السلوك المصاحب لمتعاطي الهيروين.[17]
- متلازمة لينوكس-غاستوت.[18]
- الذاكرة.[19]
- اضطرابات المزاج لدى السكان المسنين.[20]
- التصلب المتعدد.[21]
- التهاب عضلة القلب.[22]
- اضطراب الوسواس القهري.[23]
- مرض انسداد الشرايين الطرفية.[24]
- الخلل المعرفي بعد العملية الجراحية في المرضى المسنين.[25]
- التهاب الدماغ راسموسن.[26]
- الأمراض العقلية الشديدة.[27]
- الإنتان.[28]
- مثلث التوائم العصبوني [29]
- نقص التروية الدماغية البؤرية العابر[30]
- الصدمة النزفية الصدمة [31]
- إصابات في الدماغ [32][33]
- التحفيز الذاتي عنق الرحم المهبلي في النساء مع إصابات الحبل الشوكي كاملة [34][35]
- حالة غيبوبة بعد إصابات الدماغ [36]
- الذاكرة العاطفية المرتبطة بالألم الحشوية [37]

وتشمل تقنيات التحفيز الدماغي الأخرى المستخدمة لعلاج الاكتئاب، المعالجة بالتخليج الكهربائي، وتحفيز مغناطيسي للدماغ، التحفيز العميق للدماغ هو قيد الدراسة حاليا لعلاج الاكتئاب. كما أن التحفيز مغناطيسي للدماغ هو قيد الدراسة أيضا كعلاج لكلا من الاكتئاب والصرع  ، يتم البحث عن تحفيز العصب الثلاثي التوائم في جامعة كاليفورنيا كعلاج للصرع.

## الأحداث السلبية
قيمة قاعدة بيانات إدارة الغذاء والأدوية كمنظمة للإنذار المبكر تواجه مشكلتان رئيسيتان: نقص الإبلاغ عن البسط (عدد الأحداث السلبية)، وعدم وجود قاسم (مجموع عدد حالات التعرض). أحد أسباب نقص الإبلاغ هو أن الشركات المصنعة لا تضطر إلى الإبلاغ عن الأحداث السلبية الخطيرة، بما في ذلك الوفيات، إذا قرروا أن الحدث لا علاقة له بالجهاز. انتقد جيروم هوفمان، خبير في علم الأوبئة السريرية في جامعة كاليفورنيا (لوس انجلوس) سياسة إدارة الغذاء والأدوية وذلك نظرا للسماح للمصنعين لاتخاذ هذا القرار. وأوضح أن الشركة المصنعة لديها دوافع قوية للعثور على تفسير بديل لحدث سلبي، وهناك دائما إمكانية لسبب منفصل، ويقول الدكتور هوفمان أن الوكالة يجب أن تصر على الفصل المستقل للأحداث السلبية الخطيرة.
وقال الدكتور هوفمان، وذلك من خلال تضمين البيانات بأنه يمكن زيادة تحسين قيمة قاعدة البيانات. «غالبا ما يدعي أنه حتى عندما تحدث أحداث سيئة، فإنها تكون أحداث نادرة نسبيا، نظرا لعدد كبير من التعرض، وهذا بالتأكيد قد يكون صحيحا في بعض الحالات، ولكن من الصعب أن نعرف علي سبيل اليقين في أي حالة فردية جدث، لأن إدارة الغذاء والأدوية لا تتعقب حالات التعرض. ولا ينبغي أن يكون ذلك صعبا، بالنظر إلى أن والمارت يمكن أن تتبع على ما يبدو كل رأس خس يبيعونه، في كل مكتن من وجودها. وبطبيعة الحال فإن إدارة الأغذية والعقاقير يجب أن تطلب من الشركات أن تقدم بيانات عن كمية الأجهزة المباعة، وقيد الاستخدام».
في نهاية المطاف، يقول الدكتور هوفمان، بأن عملية ضمان سلامة الجهاز سوف تستمر في التعرض للتشكيك ما لم يتم التصدي للمشكلة الشائكة، وهي التدخل من السياسيين والصناع. "لا شيء من هذا يحدث من فراغ، وبالتأكيد إذا أردنا أن نرى عددا أقل من هذه الهزائم في المستقبل، ويبدو منطقيا فقط أننا سوف نتضطر إلى النظر إلى الأسباب الجذرية، مثل كيفية تمويل الحملات، وكيف يحصل الأثرياء والأقوياء على تأثير أكبر بكثير على القوانين والأنظمة والسياسات، أكثر مما يفعل العلماء وغيرهم ممن سيدافعون عن جعل الصحة العامة أكثر أهمية من أرباح الشركات.

### انقطاع النفس الإنسدادي النومي
وقد ثبت باستمرار انخفاض في تدفق الجهاز التنفسي أثناء النوم في المرضى الذين تعرضوا للعلاج بتحفيز العصب المبهم  ، وذلك يرجع إلى زيادة في وتيرة العصب الحائر. وقد وجدت الأبحاث أن حوالي ثلث الحالات من الأطفال والبالغين الذين تعرضوا لتنبيه العصب المبهم كعلاج يعانون من انقطاع متوسط في النفس أثناء النوم، ولكن أقلية من المرضى يعانون من انقطاع شديد في النفس. ويمكن تخفيف هذه الأحداث عن طريق خفض وتيرة أو شدة التحفيز، وذلك عن طريق النوم غير مستلقي، أو عن طريق تطبيق ضغط إيجابي على مجرى الهواء 
إن البحث عن المرضى الذين يعانون من انقطاع النفس الانسدادي النومي، والمرضى الذين يعانون من هذه النوبات مهم أيضا. لأنه مع العلاج المناسب للحالات الغير مشخصة سابقا وغير المعالجة أيضا من المرجح أن يؤدي إلى تحسين السيطرة على هؤلاء المرضى.

#### أخرى
إن تحفيز العصب المبهم يؤدي إلى تحفيز العصب الحنجري الراجع والعلوي، ويرتبط مع مشاكل تتراوح بين تغيير الصوت (66٪) والسعال (45٪) والتهاب البلعوم (35٪) وآلام الحلق (28٪) [45] وبحة في الصوت (شائعة جدا)إلى تشنج العضلات الحنجرة والانسداد مجرى الهواء العلوي (نادر). يفترض أن زيادة التوتر العضلي في الجزء العلوي من الجسم يمكن معرفتها من ذوي الخبرة خلال فترة التحفيز. إن العصب الشمال المبهم لديه عدد أقل نسبيا من الألياف التي تؤثر على القلب ووضع الجهاز على هذا الجانب يحتمل أن يحد من آثار عدم انتظام ضربات القلب الناتج من تحفيز العصب المبهم، ولكن بطء القلب المرتبطة بتنبيه العصب المبهم يمكن عكسها. كما يشتمل على أعراض أخرى غير محددة منها الصداع والغثيان والقيء وعسر الهضم، وضيق التنفس والمذل.
و في علاج الصرع، أشارت تجاربعينية ذات شواهد أجريت في الولايات المتحدة إلى أن ثلث المرضى لديهم نوع من الزيادة في النوبات، وأن 17 في المائة لديهم زيادة أكبر من 25 في المائة. في كل من الدراسات، كان هناك المرضى الذين لديهم أكثر من 100 في المئة زيادة. في دراسة E05، ارتفع نطاق إلى زيادة 234 في المئة، بينما في دراسة E04، ذهبت أعلى من ذلك، إلى 680 في المئة كأقصى مدى.

## آلية العمل
العصب المبهم، هو العصب القحفي العاشر، وينشأ من النخاع المستطيل ويحمل كلا من الألياف الواردة والصادرة.و تتصل الألياف الواردة بالنواة في الحُزْمَةُ المُفْرَدَةُ والتي بدورها تتصل بمواقع أخرى في الجهاز العصبي المركزي. القليل منا يفهمون كيف يعمل تحفيز العصب المبهم علي تنظيم المزاج والتحكم في النوبات ولكن بعض الآليات المقترحة تتضمن التغير في إفراز نورإبينفرين من لوكوس كوروليس من القناة الانفرادية، وكذلك وجدت أنه يوجد مستويات مرتفعة من حمض غاما -أمينوبيوتيريك المثبطة المتعلقة بتحفيز العصب المبهم وتثبيط النشاط القشري الشاذ عن طريق تنشيط النظام الشبكي.

### الأنشطة المضادة للالتهابات
إن اكتشاف كيفن ج. تراسي أن تحفيز العصب المبهم يثبط الالتهاب عن طريق قمع إنتاج السيتوكينات المؤيدة للالتهابات، قد أثار جدلا كبيرا حول إمكانية استخدام هذا النهج لعلاج الأمراض الالتهابية التي تتراوح بين التهاب المفاصل والتهاب القولون، ونقص التروية، واحتشاء عضلة القلب، وفشل القلب الاحتقاني. إن جهد الفعل الذي ينتقل في العصب المبهم ينشط الذراع الصادر لرد الفعل الالتهابي، وكذلك الدائرة العصبية التي تتلاقى على الطحال لمنع إنتاج عامل نخر الورم ألفا وغيرها من السيتوكينات المؤيدة للالتهابات من قبل البلاعم هناك ، ويعرف هذا القوس أيضا باسم المسار الكوليني المضاد للالتهابات. لأن هذه الإستراتيجية تستهدف إفراز عامل نخر الورم ألفا وغيرها من السيتوكينات الموالية للالتهابات، فيمكن استخدام تحفيز العصب المبهم بدلا من الأجسام المضادة للالتهابات (على سبيل المثال، إنفليكسيماب أو إيتانرسبت) لعلاج الالتهاب.
وأظهرت دراسة نشرت في عام 2011  ، وجود الخلايا التائية المصنعة للأسيتيل كولين في الطحال التي تستجيب لتحفيز العصب المبهم، مما أدى إلى قمع الاستجابة الالتهابية وعامل نخر الورم ألفا عن طريق البلاعم.
وأظهرت تجربة سريرية في عام 2016، أن الجهاز المنبه للعصب المبهم يخفض علامات التهاب المفاصل الروماتويدي.

#### التحفيز المباشر للعصب الحائر
هذا هو حاليا الطريقة العلاجية الوحيدة المستخدمة على نطاق واسع في هذا المجال. وهو يتطلب زرع جراحين للجهاز، الجهاز السيبرونيكس، والذي يتكون من مولد مغطى بالتيتانيوم بحجم ساعة الجيب مع بطارية ليثيوم لتغذية المولد، ونظام من الأسلاك المصنعة من الرصاص مع الأقطاب الكهربائية، ومرساة مربوطة بحبل للتأمين ويؤدي إلى العصب المبهم. عمر البطارية لمولد النبض هو ما بين 1 وإلى 16 عاما، اعتمادا على الإعدادات (أي مدى قوة الإشارة التي يتم إرسالها، وطول الوقت الذي يحفز فيه الجهاز العصب في كل مرة، ومدى تكرار تحفيز العصب).
عادة ما يتم زرع جهاز سايبرونيكس كإجراء للمريض الخارجي، كالتالي:
1. يتم شق الصدر في الجزء العلوي الأيسر وزرع الجهاز «الحقيبة» على الصدر الأيسر تحت الترقوة.
2. يتم إجراء شق الثاني في الرقبة، بحيث يمكن للجراح الوصول إلى العصب المبهم، ثم يلتف حول الفرع الأيسر من العصب المبهم، وتربط الأقطاب إلى المولد.

وبمجرد زرعها بنجاح، يرسل المولد نبضات كهربائية إلى العصب المبهم على فترات منتظمة. يتم تحفيز العصب المبهم الأيسر بدلا من الأيمن، لأن الأيمن يلعب دورا في وظيفة القلب، فتحفيز العصب الأيسر يمكن أن يكون له آثار قلبية أقل. يتم تصنيع الجهاز حاليا فقط من قبل سايبرونيكس، وشركة أنك.

##### تحفيز العصب عبر الجلد المبهم
الأجهزة التي يمكن ارتداؤها يجري اختبارها وتطويرها، وهي عبارة عن أجهزة تقوم بالتحفيز عبر الجلد ولا تتطلب عملية جراحية، وتستهدف النبضات الكهربائية في الأذن، في نقاط معينة بحيث يكون فروع العصب المبهم لها تمثيل جلدي، على سبيل المثال محارة الأذن.

## القبول والموافقة
في عام 1997، اجتمعت لجنة الأجهزة العصبية في إدارة الغذاء والدواء الأمريكية للنظر في الموافقة على الجهاز المشجع للعصب المبهم، وقال الصانع، سايبرونيكس أنه كان يمكن أن تمنع أو تقليل النوبات في المرضى الذين يعانون من الصرع ولم يستجيبوا للعلاج . يتكون الجهاز من مولد في حجم علبة الثقاب التي يتم زرعها تحت الجلد تحت الترقوة المريض .وتمر أسلاك الرصاص من المولد لتصل إلى رقبة المريض وتلف حول العصب المبهم الأيسر في غمد السباتي، حيث يوصل النبضات الكهربائية إلى العصب والتي تدوم 30 ثانية كل 3-5 دقائق .
لم يقدم ممثلوا سايبرونيكس أي تفسير نهائي خلال اجتماع إدارة الاغذية والأدوية لكيفية توقف الجهاز أو تقليل النوبات، ولكن لديهم ثلاث دراسات، E03، E04، و E05، لإظهار سلامتها وفعاليتها.
اشتملت اثنان من الدراسات، E03 و E05 ، علي 313 مريض عشوائي الذين يعانون من نوبات جزئية مقاومة للعلاج، تم تعريضهم إلى ارتفاع أو انخفاض في جرعة التحفيز عشوائيا . وكان الهدف من ذراع التحفيز المنخفضة تجنب مشكلة الذراع الوهمي الغير المعزولة لأن جميع المرضى سيتم الزرع لهم وقالوا انهم كانوا يتلقون التحفيز . لم تشمل الدراسات ذراع علاج طبي لمقارنته، ولم تترك سؤالا عما إذا كان ذراع العلاج أعلى من الرعاية القائمة أم لا. وأفاد الباحثون أن 25٪ من المرضى في التحفيز العالي من التجارب حققت نقطة النهاية الأولية: تخفيض 50٪ في النوبات، ولكن 20٪ من المرضى في الذراع التحفيز العالي عانوا من زيادة في النوبات.
على الرغم من أن استخدام هذا الجهاز قد أقر من قبل الجمعية الأمريكية للأطباء النفسيين، فإن موافقة إدارة الاغذية والأدوية لا تزال مثيرة للجدل. وفقا للدكتور أ. جون راش، نائب رئيس قسم الأبحاث في قسم الطب النفسي في المركز الطبي الجنوبي الغربي لجامعة تكساس في دالاس، حيث أظهرت نتائج الدراسة التجريبية للجهاز أن 40 في المئة من المرضى المعالجين قد أثبتوا تحسن في حالتهم ب نسبة 50 % ، وفقا لمقياس تقييم اهاميلتون.
اتفقت العديد من الدراسات الأخرى على أن هذا الجهاز فعال حقا في علاج الاكتئاب. ومع ذلكلم تؤخذ هذه النتائج بعين الاعتبار على مر الزمن في المرضى الذي لا يستخدمون الجهاز . وفشلت المحاولة العشوائية الوحيدة التي استخدمت هذا الجهاز، في إحداث أي تحسن عند تشغيله في المرضى.